# Elsa Dorfman
Elsa Dorfman, född 26 april 1937 i Cambridge i Massachusetts, USA, död 30 maj 2020, var en amerikansk porträttfotograf från  Cambridge i  Massachusetts, USA. Hon var känd för att fotografera med en Polaroidkamera i storformat.

## Biografi
Dorfman föddes som den äldsta av paret Arthur och Elaine Dorfmans tre döttrar. Hon läste fransk litteratur vid Tufts University och reste till Europa som utbytesstudent. Dorfman arbetade i Bryssel för Expo 58 och bodde i Paris, på samma studenthem som författaren Susan Sontag. Efter sin examen år 1959 flyttade hon till New York där hon arbetade som sekreterare men återvände senare till Boston där hon läste till grundskollärare på Boston College. Efter ett år som lärare började hon att arrangera författaruppläsningar. 
I juni 1965 började hon att fotografera och två månader senare hade hon sålt sitt första fotografi av poeten Charles Olson till omslaget på hans bok The Human Universe. Hon hade inte råd med en egen kamera förrän år 1967 när hon fick en bekant att köpa en i Japan.
År 1974 publicerade hon boken  Elsa's Housebook – A Woman's Photojournal med bilder av familj och vänner som besökt henne när hon bodde i Cambridge omkring år 1970, de flesta tagna med en lånad Hasselbladkamera. I boken förekommer många kända författare och poeter till exempel Lawrence Ferlinghetti, Allen Ginsberg, Peter Orlovsky, Gary Snyder, Gregory Corso, och Robert Creeley och andra betydande personer som feministen Andrea Dworkin och advokaten Harvey Silverglate som hon senare gifte sig med. Hon fotograferade också rockmusiker som Jonathan Richman från The Modern Lovers och Steven Tyler från Aerosmith.
År 1995 illustrerade hon tillsammans med grafikern Marc A. Sawyer, utan kostnad, boken 40 Ways to Fight the Fight Against AIDS där hon fotograferade personer, som deltog i en av 40 aktiviteter till hjälp för AIDS-smittade.
Med sin 20×24 tum (inch)  direktbildskamera fotograferade hon berömda författare, poeter och musiker som Bob Dylan och Allen Ginsberg och när Polaroid gick konkurs år 2008 köpte Dorfman upp ett års förbrukning av film.
Dorfman porträtterades i Errol Morris dokumentärfilm The B-Side: Elsa Dorfman's Portrait Photography från 2016.
Hon är representerad på bland annat San Francisco Museum of Modern Art, National Portrait Gallery i Washington, D.C., Harvard Art Museums och  Portland Museum of Art i Maine.

## Galleri

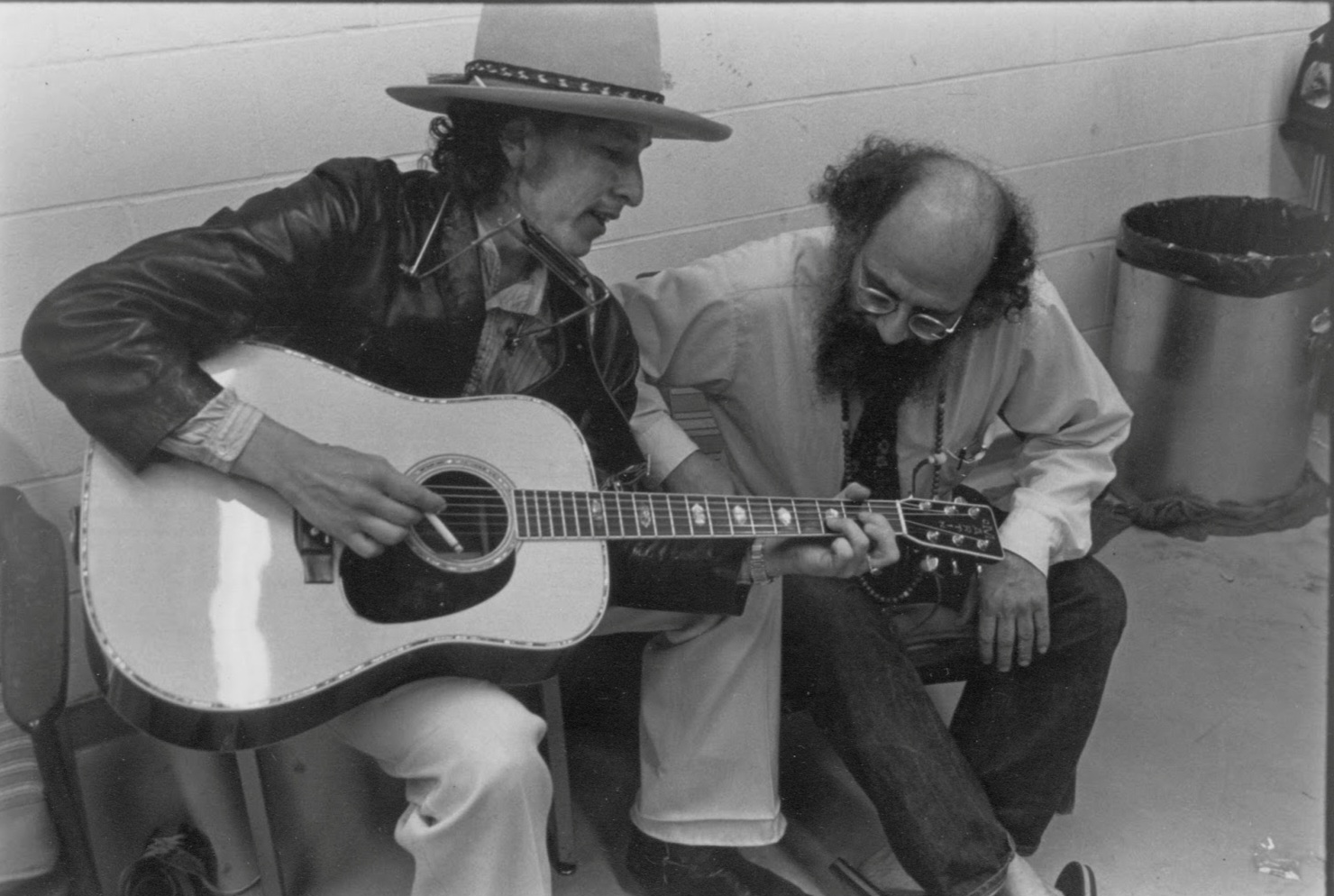
Porträtt av Bob Dylan och Allen Ginsberg, 1975.
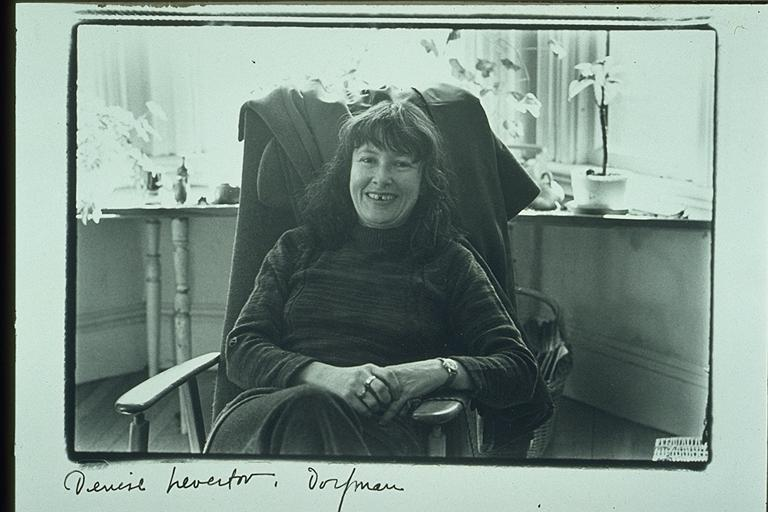
Denise Levertov, poet.
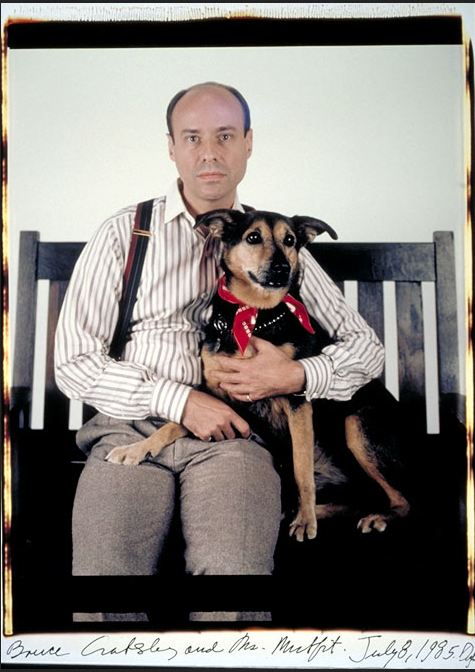
Bruce Cratsley, fotograf.